# Націонал-демократія
Націонал-демократія — політична ідеологія, що сполучає націоналізм з демократичною ідеологією. Демократичні принципи державного устрою поєднуються з націоналізмом в політиці та суспільному житті. Великий розвиток націонал-демократія отримала в Європі в кінці XX століття на хвилі євроскептицизму і антимігрантських настроїв.
Націонал-демократія зародилась у час Французької революції. Основні постулати націонал-демократії сформувались у XIX столітті, коли у європейському політичному житті консервативні ліберали витісняли монархістів у процесі революцій і створювали свої національні держави. Розвал імперій також викликав створення національних держав з демократичним устроєм і орієнтацію на потреби і інтереси титульної нації. Яскравий приклад — «парад суверенітетів» у Східній Європі.

## В Україні
Перша українська національно-демократична партія з'явилась у грудні 1899 року у Львові з колишніх членів Української радикальної партії. Заснована з ініціативи Івана Франка, Михайла Грушевського, Володимира Охримовича, В'ячеслава Будзиновського, Євгена Левицького, Теофіла Окуневського, Теодора Савойки.

Багато хто стверджує, що саме завдяки націонал-демократії Україна здобула незалежність. На теперішній день ця ідеологія вважається не популярною в Україні. Проте, ще в 90-х роках XX століття і на початку XXI націонал-демократи мали значну підтримку населення. До сучасних націонал-демократичних партій ми можемо віднести Народний рух України, Національну демократичну партію України, Українську республіканську партію.